# Бой при Романове
Бой при Романове — один из арьергардных боёв 2-й Западной армии летом 1812 года во время Отечественной войны. В результате победы 2-я Западная армия смогла оторваться от наседавшего на неё французского авангарда генерала Латур-Мобура.
Преследуемая французскими войсками 2-я Западная армия отходила в направлении Бобруйск ‒ Могилёв. Единственной возможностью для сохранения её сил было сдерживание неприятельского авангарда на рубеже реки Морочь в местечке Романово (совр. Ленино), через которое проходила дорога на Слуцк, а через реку имелся мост. Выполнение задачи П. И. Багратион возложил на казачьи части генерала М. И. Платова и отряд, которым командовал генерал И. В. Васильчиков.  Противника нужно было задержать до ночи 3 (15) июля.
Французский генерал Латур-Мобур для овладения стратегически важной переправой создал группу, состоявшую из польских 1-го конно-егерского полка Пржебендовского и эскадрона 12-го уланского полка.
2 (14) июля перед романовским мостом наполеоновские войска атаковали арьергард Платова, но были отбиты и в замешательстве отступили, преследуемые казаками, до позиции своей пехоты. Под давлением дополнительных подразделений, брошенных в бой французским командованием, казаки вернулись в Романово, перешли через реку Морочь, сожгли за собой мост и заняли позицию на флангах на противоположном берегу, передав оборону отряду Васильчикова.
Попытки французов форсировать Морочь были отбиты артиллерией и ружейным огнем 5-го егерского полка. В это же время кавалерия смогла перейти реку вброд и атаковать наступающих с флангов, что и решило исход боя. Французы, не выдержав нанесенного по ним удара, оставив на месте боя много убитых, отошли к местечку Тимковичи.
После боя при Романове 2-я Западная армия смогла оторваться от наседавших на неё французских авангардов, получила большую свободу действий в плане выбора наиболее удобных путей для соединения с 1-й армией М. Б. Барклая-де Толли.